# 新潟県道589号小千谷長岡線
新潟県道589号小千谷長岡線（にいがたけんどう589ごう おぢやながおかせん）は、新潟県小千谷市から長岡市に至る一般県道。

## 概要
国道351号、291号などと共に、小千谷・長岡両市境の信濃川右岸側を経由する旧国道17号の区間を担う。激しい降雨や台風など、降水量が多い際には土砂崩れの恐れがあり、しばしば通行規制がかかるため（3時間の連続雨量が80mmを超えると通行止。現在もこの措置は継続されている）交通の大きな障害となっていたことから、国道17号は信濃川左岸を大きく迂回するルート（小千谷バイパス）に移り、全区間が新潟県に移管された。
片側2車線の国道17号（長岡東バイパス）を魚沼市方面へ南下すると、小千谷市との境にあたる越の大橋（妙見堰）東詰手前で片側1車線に減少する。国道17号はそのまま道なりに信濃川を渡るが、小千谷長岡線はこの交差点から左手に分かれ、右岸側を崖に沿うように小千谷市の東側市街を目指して走る。右手は信濃川、左手は石坂山の西斜面に面する、やや狭隘な区間。また石坂山麓部には、JR上越線の榎トンネルが通っている。
小千谷市に入ると横渡交差点で国道291号に接続し、ここが小千谷長岡線の起点となる。そのすぐ先に、信濃川の西側を迂回してきた小千谷バイパスの薭生ICがある。以南は引き続き国道291号となり、小千谷駅方面へと至る。
小千谷バイパスを経由するよりも距離が短く、また小千谷市の東側市街や長岡市山古志地区（旧山古志村）へは小千谷長岡線を経由した方が近いため、バイパス開通後も通行量は比較的多い。
また、路線バス（長岡 - 小千谷・急行 長岡 - 十日町）もこのルートを通るため、新潟県中越地震後も重要な道路の一つである。
この区間の長岡市妙見堰付近ではJR上越線の下り線の榎トンネルの出口付近でロックシェッドとなっているところがあり、明かり区間がある。

### 路線データ
- 起点：小千谷市大字横渡字砂田（横渡交差点＝国道291号交点）
- 終点：長岡市妙見町字南田（妙見堰交差点＝国道17号交点）

## 歴史

### 新潟県中越地震による被害

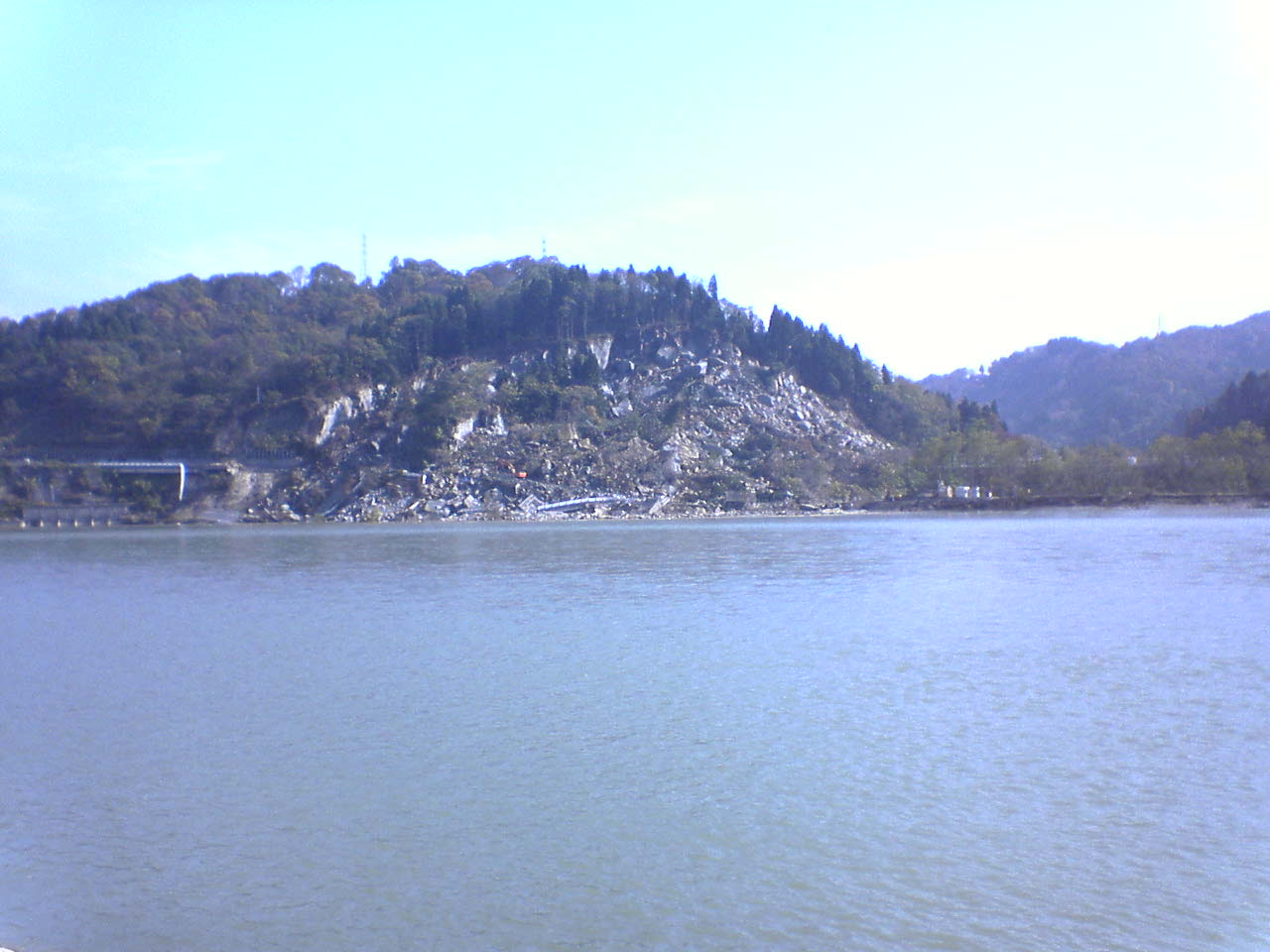
新潟県道589号の崖崩れ現場。2004年11月6日撮影。

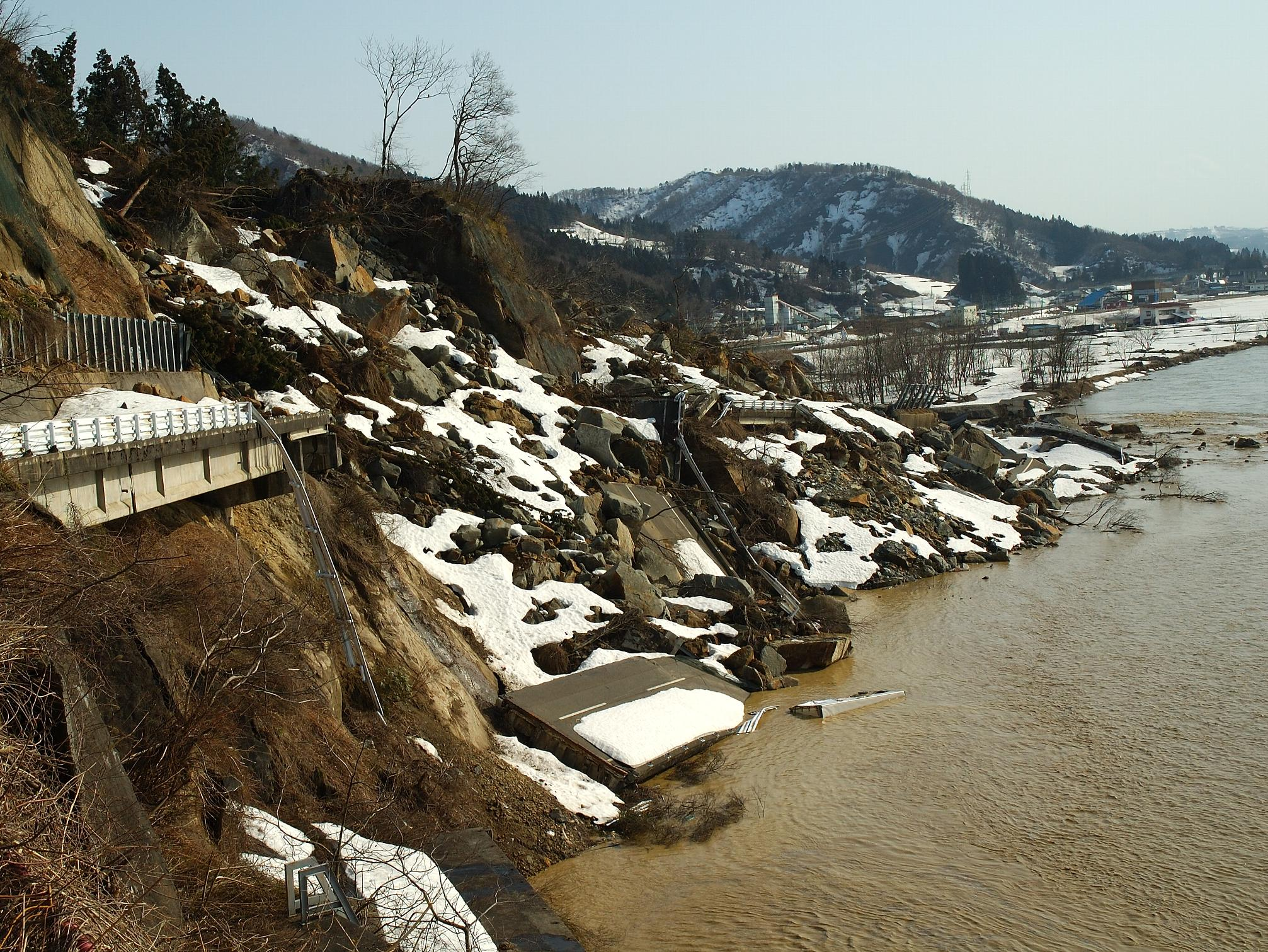
新潟県道589号の崖崩れ現場。2005年4月撮影。

2004年（平成16年）10月23日に発生した新潟県中越地震で、長岡市妙見町地内（小千谷駅北約4km）の石坂山の西斜面が幅約240m、高さ約60mにわたって崩壊。真下を経由する小千谷長岡線の道路施設は完全に崩壊し、その土砂は信濃川まで流れ込んだ（崩落土砂量は推定約600,000m3）。地震発生時、現場付近では車両2台が通行していたが、このうちトラック1台は路盤ごと川へ転落し、乗用車1台は土砂や岩石に呑み込まれた。乗用車に乗っていた親子3人は約92時間後に発見され、母親と当時3歳の女児は死亡が確認されたが、当時2歳の男児が救出された。この土砂崩れの発生区間は中越地震の象徴的な被災現場のひとつとして、全国でも大きく報じられた。この小千谷市浦柄から妙見町にかけての区間は地震以降、全面通行止となり、崩落した土砂や構造物はしばらくの間手付かずになっていた。
しかし小千谷・長岡両市を結ぶ幹線道路が1路線絶たれたことにより（震災前は1日の平均通行量が約6,000台あった）、小千谷バイパスの交通量が著しく増大したため、特に朝夕の通勤時間帯には慢性的に流れが悪くなっていた。このため県と両市が検討した結果、2005年（平成17年）10月に原形復旧する方針を決定。延長300mにわたる区間について現場の崩落した土砂を撤去し、西側斜面はコンクリートや法枠ブロックで保護した上で、旧道東側を掘削して新経路が建設された。この復旧工事を経て2007年（平成19年）3月24日、長らく通行止が続いていた被災区間が2年半ぶりに開通し、通常通り通行できるようになった。また小千谷市木津交差点 - 長岡市妙見堰交差点間の最大通過所要時間（朝7時 - 9時）は、小千谷長岡線の通行止期間には最大約45分を要していたが、復旧後は約9分に短縮されている。
また県と両市は慰霊碑や公園などを有する震災の被害を伝える施設を、現場近くに建設する方針を同年11月28日に発表した。その後整備が進められ、中越地震から7年後の2011年（平成23年）10月23日に「妙見メモリアルパーク」として開場した。

## 路線状況

### バイパス
国道17号（小千谷バイパス）は信濃川左岸側、小千谷市街北側をCの字を描くように迂回している。

### 別名・通称
- 三国街道
- 旧17号（（木津交差点 - 小千谷駅前交差点 - ）横渡交差点 - 妙見堰交差点）

## 地理

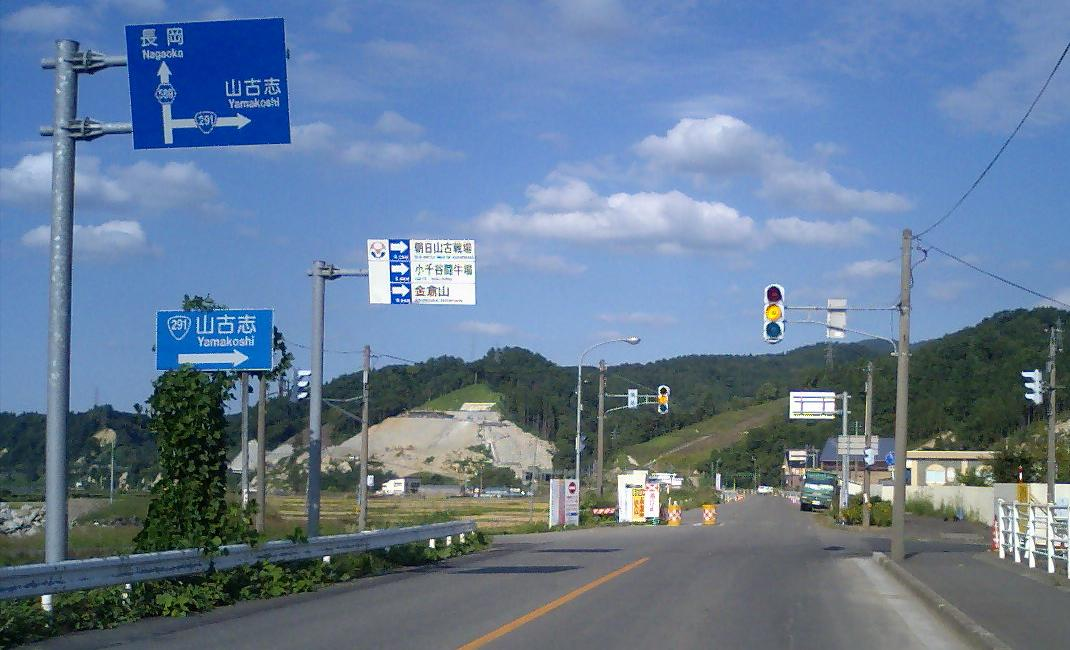
横渡交差点。2006年9月24日撮影。

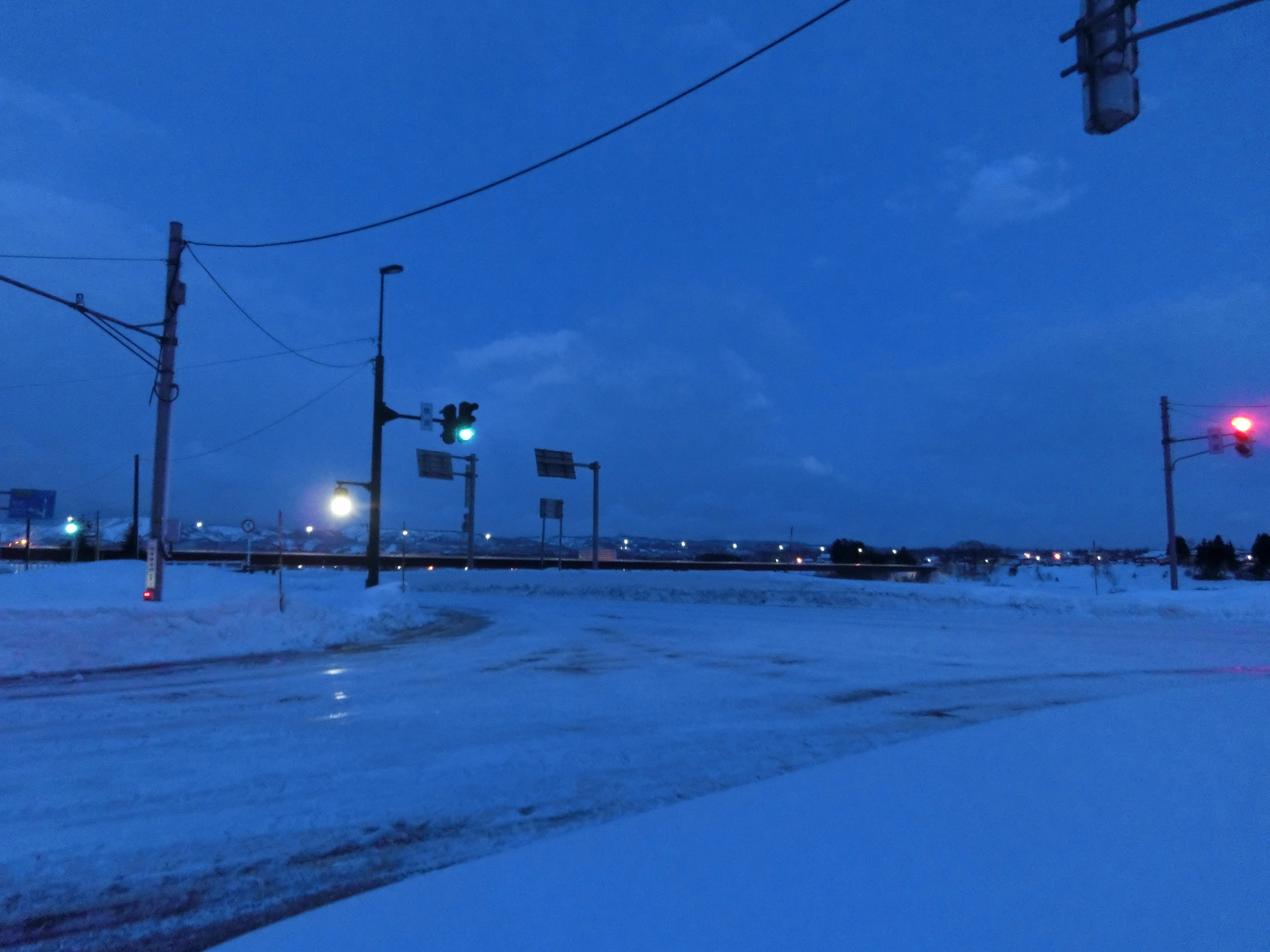
横渡交差点と小千谷大橋（国道17号）

### 通過する自治体
- 小千谷市
- 長岡市

### 交差する道路
- 小千谷市
  - （国道17号 小千谷バイパス（薭生IC、小千谷大橋東詰））
  - 国道291号（横渡交差点）
- 長岡市
  - 国道17号 小千谷バイパス（妙見堰交差点、越の大橋東詰）